# Styphelia melaleucoides
Styphelia melaleucoides är en ljungväxtart som beskrevs av Ferdinand von Mueller. Styphelia melaleucoides ingår i släktet Styphelia och familjen ljungväxter. Inga underarter finns listade i Catalogue of Life.